# 全国高等学校選抜スポーツクライミング選手権大会
全国高等学校選抜スポーツクライミング選手権大会（ぜんこくこうとうがっこうせんばつスポーツクライミングせんしゅけんたいかい）は、日本山岳・スポーツクライミング協会が主催する、高等学校生徒によるスポーツクライミングの大会。参加するには選手登録が必要。主として冬季に開催される。
2021年現在、新型コロナウイルス感染症対策のため、開会式および閉会式は開催されていない。予選はAルートとBルートがあり、それぞれを合計した総合の中で26位以上が決勝進出となる。
例年男女約200名ほどが参加し、2日間の日程で行われる。
ちなみに、スポーツクライミング競技の歴史は新しく、1989年に開催されたワールドカップが最初の国際的な規模の正式な大会。
しかし元々フリークライミング人口の多かったヨーロッパを中心に急速に発展し、1991年には世界選手権がスタート、そしてリード種目のみが開催されていた大会も1999年までには現在と同じ3種目が開催されるようになった。国際スポーツクライミング連盟（IFSC）が認定する公式の競技会で行われている3種目は「リード」、「ボルダリング」、「スピード」となっている。